# Жумабаев, Кызыр Ибраевич
Кызыр Ибраевич Жумабаев (каз. Қызыр Ыбырайұлы Жұмабаев; род. 23 января 1943, аул Машен, Шербакульский район, Омская область, РСФСР, СССР) — советский и казахстанский политический деятель, аким Кокшетауской области в 1993—1996 годах.

## Биография
Родился 23 января 1943 год в ауле Машен Шербакульского района Омской области.
В 1956 году с отличием закончил Первомайскую семилетнюю школу, затем 8-9 классы Екатеринославской средней школы. В 1959 году окончил среднюю школу пгт. Кзылту Кокчетавской области.
В 1960 году поступил в Омский государственный сельскохозяйственный институт им. С. М. Кирова на зоотехнический факультет.
Трудовой путь начал после окончания института в 1965 году зоотехником-селекционером Алексеевского опорно-показательного хозяйства Баян-аульского района Павлодарской области, 1966—1969 гг. — главный зоотехник совхоза «Степной» Павлодарской области.
- 1969—1970 гг. — старший инспектор по заготовкам и качеству сельскохозяйственной продукции Кзылтуского райсельхозуправления Кокшетауской области.
- 1970—1974 гг. — главный зоотехник совхоза «Комсомольский» Кзылтуского района Кокчетавской области.
- 1973—1974 гг. — республиканские Курсы подготовки руководящих кадров
- 1974—1979 гг. — директор совхоза им. Гагарина Валихановского района Кокчетавской области.
- 1979—1983 гг. — директор совхоза «Шарыкский» Рузаевского района Кокчетавской области.
- 1981 г. — избран делегатом 26 съезда КПСС (г. Москва).
- 1983—1987 гг. — председатель Чистопольского райисполкома Кокчетавской области.
- 1986—1990 гг. — с отличием окончил высшую партийную школу при ЦК КП Казахстана.
- февраль—ноябрь 1987 г. — первый заместитель Председателя Кокчетавской областного агропромышленного комитета .
- 1987—1993 гг. — Первый секретарь Энбекшильдерского райкома партии, председатель районного совета, аким Енбекшильдерского района Кокшетауской области.
- 1990—1994 гг. — Народный депутат Республики Казахстан XII созыва.
- 1993—1996 гг. — Глава Кокшетауской областной администрации, аким области.
- 1996—1999 гг. — заместитель министра сельского хозяйства — руководитель Государственной акционерной компании по племенному животноводству Республики Казахстан.
- 1999—2007 гг. — Консул Республики Казахстан в Республике Узбекистан, Временный поверенный в делах Республики Казахстан в Республике Узбекистан. Присвоен дипломатический ранг — Советник дипломатической службы Первого класса.[1].Награжден орденами «Дружбы Народов», «Знак Почета», медалями.